# Cascada Staubbach
Cascada Staubbach (în germană Staubbachfall) este o cădere de apă în Elveția, situată chiar deasupra Lauterbrunnen în Berner Oberland. Cascada cade de la aproximativ 300 de metri de la o vale care se termină în stânci deasupra râului Lütschine.

## Descriere
Apa care pe ajunge la marginea pereților stâncoși ale văii, formează o cascadă atât de mare încât aproape se volatizează înainte de a ajunge la nivelul din vale. După ploaie, și la începutul anului când este alimentată de zăpezile care se topesc, Cascada Staubbach este foarte impresionantă. Forța curentului în astfel de momente este suficientă pentru a transporta apa limpede în prăpastie, și întreaga masă de apă coboară într-o stare de praf lichid care se leagănă încoace și încolo în funcție de vânt. Într-o vară uscată, atunci când alimentarea cu apă este mult mai redusă, efectul este relativ nesemnificativ. Înălțimea cascadei este între 243 și 275 metri, una dintre cele mai mari cascade din Europa formată dintr-o singură cădere.

## Particularitate
Cascada Staubbach este cascada cu ape care se volatizează.

## Istorie
Cascada a apărut pe un timbru poștal elvețian de 3 centime din anii 1930.